# Nöschikon

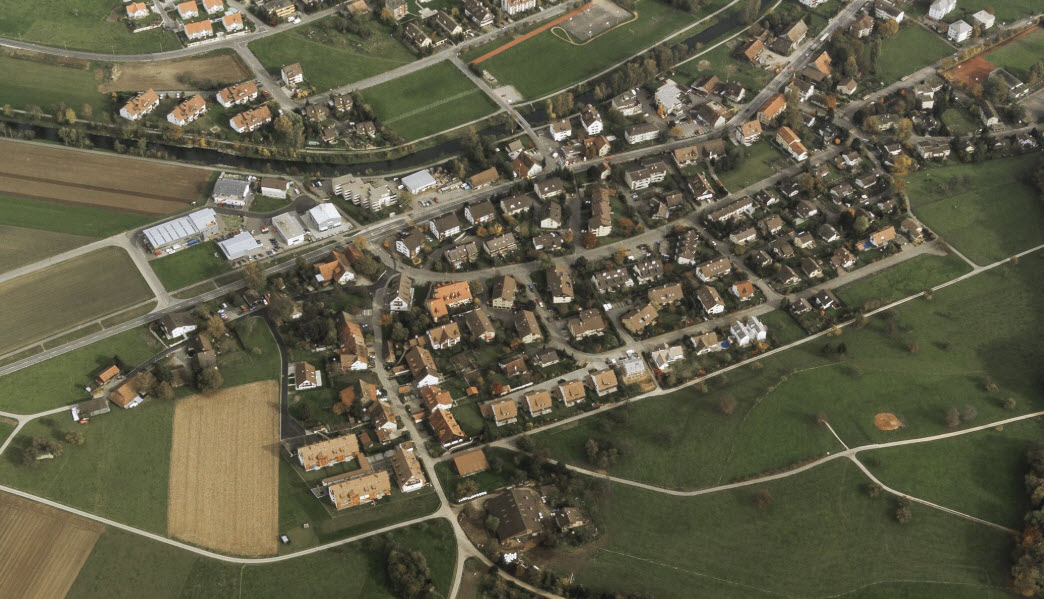
Nöschikon im Jahr 1998

Nöschikon ist ein Ortsteil von Niederglatt im Bezirk Dielsdorf im Kanton Zürich. Der Name wird als Siedlung der Nosso-Höfe gedeutet.
Die Siedlung liegt westlich der Glatt und entwickelte sich im 20. Jh. entlang der Strasse von Zürich nach Kaiserstuhl, bis sie mit dem Ortskern von Niederglatt zusammenwuchs. Sie ist mit der Postauto-Linie 510 erschlossen, die Kaiserstuhl mit dem Flughafen Zürich verbindet und auch den nächstgelegenen Bahnhof Niederglatt an der Bahnstrecke Bülach–Zürich bedient.
Die Siedlung wurde erstmals Mitte des 12. Jahrhunderts erwähnt. Aus dieser Zeit stammen auch die bei einer Notgrabung im Jahre 1999 gefundenen mittelalterlichen Grubenhäuser. Bei den Ausgrabungen wurde die Reste einer Kapelle mit Friedhof gefunden.